# Santa Cruz de la Salceda (kommunhuvudort)
Santa Cruz de la Salceda är en kommunhuvudort i Spanien.   Den ligger i provinsen Provincia de Burgos och regionen Kastilien och Leon, i den centrala delen av landet, 130 km norr om huvudstaden Madrid. Santa Cruz de la Salceda ligger 899 meter över havet och antalet invånare är 184.
Terrängen runt Santa Cruz de la Salceda är platt norrut, men söderut är den kuperad. Runt Santa Cruz de la Salceda är det mycket glesbefolkat, med 3 invånare per kvadratkilometer. Närmaste större samhälle är Aranda de Duero, 11,5 km nordväst om Santa Cruz de la Salceda. Trakten runt Santa Cruz de la Salceda består till största delen av jordbruksmark.